# Vicente Palacios (compositor)
Vicente Palacios (La Almunia de Doña Godina, c. 1770 - Málaga, 7 de agosto de 1836) fue un compositor y maestro de capilla español, activo en las catedrales de Albarracín y Granada.

## Vida
Su lugar de nacimiento no está asegurado. Si bien Muneta cita las actas del cabildo que dan a Palacios como «natural de Zaragoza», la Gran Enciclopedia Aragonesa duda entre Zaragoza y La Almunia de Doña Godina, Muneta mismo da en 2007 como lugar de nacimiento La Almunia. La fecha de nacimiento tampoco es segura, con Muneta dando hacia 1770 y la GEA hacia 1771.
Realizó sus estudios musicales con los infantes de La Seo, en Zaragoza, bajo el magisterio de Francisco Javier García Fajer.

### Magisterio en Albarracín
En 1793 el maestro Francisco Pérez Gaya abandonó Albarracín para ocupar la magisterio de Ávila. Tras enterarse de la vacante, Francisco Xavier García recomendó a su alumno, Vicente Palacios, para el cargo. Tras aprobar unas oposiciones, el maestro de Cuenca, Pedro Aranaz, uno de los jueces, afirmó que, «Juzgo que el autor tiene bellísima disposición para [mediante la aplicación] hacerse un buen compositor». Palacios fue nombrado maestro de capilla de Albarracín el 19 de septiembre de 1794.
Tras la partida a Granada, se convocan nuevas oposiciones en Albarracín que ganó José Felipe Teixidor y Latorre, procedente de Vich.

### Magisterio en Granada
Mientras ejercía en Albarracín, quedó vacante el puesto de maestro de capilla de la Catedral de Granada en 1795, debido a la muerte del maestro Tomás de Peñalosa. El Cabildo convocó las oposiciones a través de un sistema en el que los opositores enviasen, junto con su identidad, varias composiciones. La participación fue masiva, y como penúltimo en la lista cronológica de los que opositaron, se encontraba Vicente Palacios. Las obras fueron enviadas de manera anónimas, tan solo con números como método de identificación. Eran recibidas por el Españoleto, junto con el organista de la Catedral de Zaragoza, Baltasar Juste. Ambos eligieron para el primer lugar al opositor número 18, que se correspondía con Palacios, ya que consideraban su música la más adecuada para el templo de Dios. Tras esta elección, las obras fueron enviadas a Pedro Aranaz para que este también eligiera a su candidato favorito, que curiosamente también resultó ser Palacios.
El Cabildo votó la plaza el 26 de agosto de 1796, acordándose la posesión de Palacios como maestro de capilla tras 12 votos a favor de este, de 14 votos totales. Vicente Palacios tomó el cargo el 30 de noviembre del mismo año.
Allí en Granada, como maestro de capilla, se dedicó a la composición musical para el servicio de la catedral, la enseñanza de los seises (niños cantores) y la dirección de la capilla de cantores e instrumentistas. Destacan también las grandes dificultades económicas que siempre tuvo, dejándolo en la miseria y alimentándose en algunos momentos de su vida de la limosna y la caridad. Además, gozó de mala salud, se conoce que el asilo tenía que llevarle raciones de comida debido a que se encontraba en cama, gastando en medicina el dinero del que no disponía.

### Magisterio en Málaga
Falleció en Málaga el 7 de agosto de 1836, a los 59 años de edad, en la más extrema pobreza, siendo enterrado antes de su funeral, a causa de los síntomas de descomposición que le ocasionó la enfermedad que padeció.

## Obra
A pesar de que solo estuvo cuatro años en el cargo, la obra dejada en la Catedral de Albarracín fue muy abundante: : treinta y cinco obras a cuatro y más voces con acompañamiento de violines, bajo continuo y órgano. Entre ellas una misa, ocho salmos, un magníficat, cinco responsorios del ciclo de Navidad, un himno, una antífona y siete composiciones varias en castellano.
Se encuentran en el archivo de Zamora una misa y un motete al Santísimo, más otras que se le atribuyen como una misa, nueve motetes al Santísimo y un Tota pulchra, un Nunc dimittis y un Te Deum. Las atribuciones vienen dadas al «Maestro Palacios» y al «Señor Palacios».
La obra conservada en la Catedral de Granada es numerosísima:
| Misa a 8 con violines flautas y fagot                                                   | Misa                             |
| Misa a 4 y a 8 con acompañamiento de órgano                                             | Misa                             |
| Misa a dúo                                                                              | Misa                             |
| Misa a 4 y a 8 con violines, óboe, fagot, bajón, trompas y bajo por el Maestro Palacios | Misa                             |
| Regem cui omnia vivut                                                                   | Oficios y misas de difuntos      |
| Taedet animam meam vitae meae                                                           | Oficios y misas de difuntos      |
| Manus tuae                                                                              | Oficios y misas de difuntos      |
| Misa grande de difuntos                                                                 | Oficios y misas de difuntos      |
| Dies irae                                                                               | Oficios y misas de difuntos      |
| Domine Iesu Christe                                                                     | Oficios y misas de difuntos      |
| Beatus vir                                                                              | Salmo                            |
| Beatus vir a 4 y a 8, con violines o sin ellos                                          | Salmo                            |
| Salmo Confitebor tibi Domine                                                            | Salmo                            |
| Cum invocarem                                                                           | Salmo                            |
| De profundis                                                                            | Salmo                            |
| Dixit Dominus                                                                           | Salmo                            |
| Laetatus sum                                                                            | Salmo                            |
| Laudate Dominum omnes gentes                                                            | Salmo                            |
| Laudate, pueri, Dominum                                                                 | Salmo                            |
| Mirabilia                                                                               | Salmo                            |
| Miserere                                                                                | Salmo                            |
| Miserere a 4 y 8                                                                        | Salmo                            |
| Gran Miserere                                                                           | Salmo                            |
| Nisi Dominus                                                                            | Salmo                            |
| Principes                                                                               | Salmo                            |
| Qui habitat                                                                             | Salmo                            |
| Magnificat a 4 v.                                                                       | Cántico                          |
| Magnificat a 5, obligado de tenor                                                       | Cántico                          |
| Nunc dimittis                                                                           | Cántico                          |
| Beata es, Virgo Maria, Dei Genitrix                                                     | Responsorio de la Virgen         |
| Beata es, Virgo Maria, quae Dominum portasti                                            | Responsorio de la Virgen         |
| Felix namque es                                                                         | Responsorio de la Virgen         |
| Fiat mihi sanctuarium                                                                   | Responsorio de la Virgen         |
| Filius meus parvulus                                                                    | Responsorio de la Virgen         |
| Meum est consilium                                                                      | Responsorio de la Virgen         |
| Nativitas tua                                                                           | Responsorio de la Virgen         |
| Quae est ista                                                                           | Responsorio de la Virgen         |
| Bone pastor                                                                             | Motete                           |
| Bone pastor a 4                                                                         | Motete al Santísimo              |
| Ecce panis angelorum                                                                    | Motete al Santísimo              |
| Ego sum panis vivus                                                                     | Motete al Santísimo              |
| Hodie nobis caelorum Rex                                                                | Responsorio de Navidad           |
| Letanía a 8 voces a toda orquesta                                                       | Letanía                          |
| O sacrum convivium                                                                      | Motete al Santísimo              |
| Puer qui natus est nobis                                                                | Motete                           |
| Salve a 3 v.                                                                            | Salve                            |
| Salve a 4 v.                                                                            | Salve                            |
| Salve a 4 voces                                                                         | Salve                            |
| Salve a 4 y 8                                                                           | Salve                            |
| Tantum ergo                                                                             | Himno eucarístico                |
| Te Deum laudamus                                                                        | Himno eucarístico                |
| Tota pulchra a dúo                                                                      | Motete a la Purísima Concepción  |
| Tota pulchra a 4 y 8                                                                    | Motete a la Purísima Concepción  |
| Usquequo, Domine, oblivisceris mei omnino                                               | Oda en obsequio a Nuestra Señora |
| Vau. Et egressus est                                                                    | Lamentación                      |
| Virgo singularis                                                                        | Verso                            |
| Gloria a ti, mil veces, oh Nación dichosa                                               | Himno a la Purísima Concepción   |
| Oda                                                                                     | Oda                              |
| Pues nos vinisteis a honrar                                                             | Gozos a Nuestra Señora del Pilar |
| Trisagio                                                                                | Trisagio                         |

#### ElMisererede Vicente Palacios
En 1832, Vicente Palacios escribió su Miserere, su obra más conocida y la última que compuso en este género. El motivo por el que escribió esta obra es que, según el reglamento de la Catedral de Granada, los maestros de capilla habían de componer un Miserere cada dos años, durante la Semana Santa. Sin embargo, este Miserere gustó tanto que se siguió interpretando en la catedral granadina durante varias décadas.
Está compuesto para ocho voces divididas en dos coros, uno solista y otro denominado tutti. La orquesta se ve reducida a causa de las dificultades económicas por las que la catedral granadina pasaba por aquella época. Así, está compuesto para dos violines, una flauta, un clarinete, dos trompas, dos bajones y acompañamiento. Cierto que después sufrió algunas acomodaciones, pero originalmente estaba concebida para estas voces.
Se divide en once números:
1. Miserere
2. Amplius
3. Tibi soli
4. Ecce enim veritatem dilexisti
5. Auditui
6. Cor mundum
7. Redde mihi
8. Libera me de sanguinibus
9. Quoniam si voluisses
10. Benigne fac, Domine
11. Tunc impotent

Se alternan a versículos con el canto llano excepto el último, en la que el canto llano canta la primera parte del verso y el grupo de coro y orquesta la segunda. También cabe destacar que Palacios, ni en este ni en los otros misereres, pone música a la antífona Christus.
En realidad la obra es a nueve voces, ya que la voz del tiple, aunque escrita en el mismo pentagrama, se divide en tiple 1 y tiple 2 (que tan solo es una voz independiente en algunas partes, ya que suele doblar otra voz de tiple). Posee también menos partes solísticas y virtuosísticas que otras composiciones sacras que se estilaban por aquel entonces. Aunque esto se compensa con la abundancia del contrapunto imitativo que ya no era tan frecuente.